# Elite Hotel
Elite Hotel — второй студийный кантри-альбом американской певицы Эммилу Харрис, выпущенный в декабре 1975 года на рекорд-лейбле Reprise Records. Пластинка возглавила чарт Top Country Albums, заняла строчку № 25 в Billboard Top LPs & Tape и получила премию «Грэмми» в номинации «Лучшее женское вокальное кантри-исполнение». Синглы «Together Again» и «Sweet Dreams» достигли вершины Hot Country Songs, а «One of These Days» позиции № 3. Как и его предшественник Pieces of the Sky, альбом содержал разноплановый материал в диапазоне от Хэнка Уильямса до The Beatles, но имел более жесткое звучание. На этой пластинке певица записывалась с её новой аккомпанирующей группой — The Hot Band.

## Об альбоме
Несколько песен на альбоме изначально записывались ещё для Pieces of the Sky, но не вошли в него, например, «Here, There and Everywhere» группы The Beatles. Пластинка стала одним из крупнейших трибьютов творчеству Грэма Парсонса в карьере певицы. Здесь его наследие представляли сразу три композиции — «Sin City», «Ooh Las Vegas» и «Wheels». В честь последней изначально даже планировалось назвать сам альбом. Среди классики жанра кантри присутствовали баллады «Together Again» Бака Оуэнса и «Sweet Dreams» Дона Гибсона. Также певица сделала популярной малоизвестную ранее песню «One of These Days» из репертуара Джорджа Джонса.
В целом Elite Hotel продолжал тенденцию к разнородности материала, заложенную на Pieces of the Sky. Однако при этом альбом звучал грубее и острее, нежели его предшественник. В частности, пластинка имела больше развесёлых и быстрых композиций, вроде «Feelin’ Single, Seein’ Double» Уэйна Кемпа, «Jambalaya» Хэнка Уильямса или «Amarillo». Последнюю Харрис помог сочинить Родни Кроуэлл, чья песня «Till I Gain Control Again» также присутствует на альбоме. Вокально певица отошла от успешно использованного ей на Pieces of the Sky образа «раненой птицы» и на этот раз звучала более матёро и поучительно, особенно, в таких песнях как «Amarillo» и «Ooh Las Vegas».
На этой пластинке Харрис впервые записывалась со своей новой группой The Hot Band, в которую среди прочих вошёл Кроуэлл, а также Джеймс Бёртон и Глен Хардин из ансамбля Элвиса Пресли. В числе гостей на альбоме отметились Линда Ронстадт, пианист Билл Пэйн из группы Little Feat и автор-исполнитель Джонатан Эдвардс. Площадкой для рекорд-сессий вновь стал особняк в Беверли-Хиллз и мобильная студия-трейлер Enactron Truck продюсера Брайана Ахерна. Часть песен записывалась на концерте в голливудском клубе The Roxy Theatre с наложением отдельных партий в студии. Среди них была и ставшая хитом композиция «Sweet Dreams», для которой гитару в трейлере прописал Берни Лэдон из группы Eagles.
Как отмечает Херб Педерсен, исполнявший вокальные гармонии на большинстве треков с Elite Hotel, общий фокус и подход на альбоме являлся схожим с Pieces of the Sky, но теперь участники рекорд-сессий были крайне воодушевлены, а их работой двигала определённая идейная мотивация. Прогрессивность студии Enactron Truck и качество сделанных в ней записей в то время привлекали внимание кантри-сцены и музыкальной индустрии Нэшвилла. Хотя у вовлечённых в создание альбома людей и не было презрения к «столице кантри», но они стремились продемонстрировать, что в Лос-Анджелесе тоже есть великолепные музыканты и Нэшвилл — отнюдь не единственное место, где можно делать кантри. В 2004 году вышло отреставрированное переиздание Elite Hotel с двумя бонус-треками: «You’re Running Wild» (дуэт Харрис и Кроуэлла) и «Cajun Born» с партиями аккордеона в исполнении Джо-Эль Сонье и фиддла от Рики Скэггса.

## Релиз
Пластинка возглавила чарт Top Country Albums и попала на позицию № 25 в Billboard Top LPs & Tape. Синглы «Together Again» и «Sweet Dreams» заняли вершину чарта Hot Country Songs. Песня «One of These Days» достигла там же строчки № 3, а «Here, There and Everywhere» — № 65 в чарте Hot 100. Альбом также принёс Харрис первую премию «Грэмми» — в номинации «Лучшее женское вокальное кантри-исполнение». По продажам Elite Hotel получил золотой статус.

## Список композиций
| №   | Название                          | Автор(ы)                     | Длительность |
| --- | --------------------------------- | ---------------------------- | ------------ |
| 1.  | «Amarillo»                        | Эммилу Харрис, Родни Кроуэлл | 3:05         |
| 2.  | «Together Again»                  | Бак Оуэнс                    | 3:56         |
| 3.  | «Feelin’ Single, Seein’ Double»   | Уэйн Кемп                    | 2:34         |
| 4.  | «Sin City»                        | Грэм Парсонс, Крис Хиллман   | 3:57         |
| 5.  | «One of These Days»               | Эрл Монтгомери               | 3:03         |
| 6.  | «Till I Gain Control Again»       | Родни Кроуэлл                | 5:40         |
| 7.  | «Here, There and Everywhere»      | Джон Леннон, Пол Маккартни   | 3:59         |
| 8.  | «Ooh Las Vegas»                   | Грэм Парсонс, Рик Греч       | 3:47         |
| 9.  | «Sweet Dreams»                    | Дон Гибсон                   | 4:03         |
| 10. | «Jambalaya (On the Bayou)»        | Хэнк Уильямс                 | 3:05         |
| 11. | «Satan’s Jewel Crown»             | Эдгар Л. Иден                | 3:13         |
| 12. | «Wheels» (с Джонатаном Эдвардсом) | Крис Хиллман, Грэм Парсонс   | 3:13         |

Бонус-треки в переиздании 2004 года:
1. «You’re Running Wild» (с Родни Кроуэллом) (Рэй Эдентон[англ.], Дон Уинтерс) — 1:44
2. «Cajun Born» (с Джо-Эль Сонье[англ.]) (Джо-Эль Сонье, Кермит Гоелл[англ.]) — 3:19

## Музыканты
- Брайан Ахерн — акустическая гитара, бас
- Майк Олдридж — добро
- Байрон Берлайн[англ.] — фиддл, мандолина
- Даян Брукс[англ.] — бэк-вокал
- Джеймс Бёртон — электрогитара
- Родни Кроуэлл — электрогитара, бэк-вокал
- Рик Кана[англ.] — акустическая гитара
- Ник Декаро — оркестровки
- Хэнк Девито[англ.] — педал-стил
- Джонатан Эдвардс[англ.] — бэк-вокал
- Амос Гарретт[англ.] — электрогитара
- Эмори Горди — бас, бэк-вокал
- Глен Хардин — фортепиано, электропианино, оркестровки
- Эммилу Харрис — вокал, акустическая гитара
- Бен Кит[англ.] — педал-стил
- Берни Лэдон[англ.]— акустическая гитара, бэк-вокал
- Билл Пэйн[англ.] — фортепиано
- Херб Педерсен — акустическая гитара, банджо, бэк-вокал
- Микки Рафаэль[англ.] — гармоника
- Линда Ронстадт — бэк-вокал
- Фэйсу Старлинг[англ.] — бэк-вокал
- Джон Старлинг — акустическая гитара, бэк-вокал
- Рон Татт[англ.] — ударные
- Джон Уэйр[англ.] — ударные

## Техперсонал
- Брайан Ахерн — продюсер, звукоинженер
- Брэдли Хартман — звукоинженер
- Руди Хилл — звукоинженер
- Стюарт Тейлор — звукоинженер
- Майлз Уилкинсон — звукоинженер

## Позиции в хит-парадах
| Хит-парад (1976)                   | Высшая позиция |
| ---------------------------------- | -------------- |
| США (Billboard Top Country Albums) | 1              |
| США (Billboard Top LPs & Tape)     | 25             |

| Год  | Хит-парад                          | Позиция |
| ---- | ---------------------------------- | ------- |
| 1976 | США (Billboard Top Popular Albums) | 97      |